# 柏垭镇
柏垭镇，是中华人民共和国四川省南充市阆中市下辖的一个乡镇级行政单位。

## 行政区划
柏垭镇下辖以下地区：
柏垭社区、富乐庙村、碧云村、上游村、铺垭村、虎溪村、淳风寺村、万寿村、檬子嘴村、羊鹿村、莲池村、老房嘴村、高观寺村、回龙场村、鹿角溪村、杜家垭村、南登观村、君庆寺村、琴鹤村、新场村、金华村和福星村。